# Nils Nilsson (ishockeyspelare)

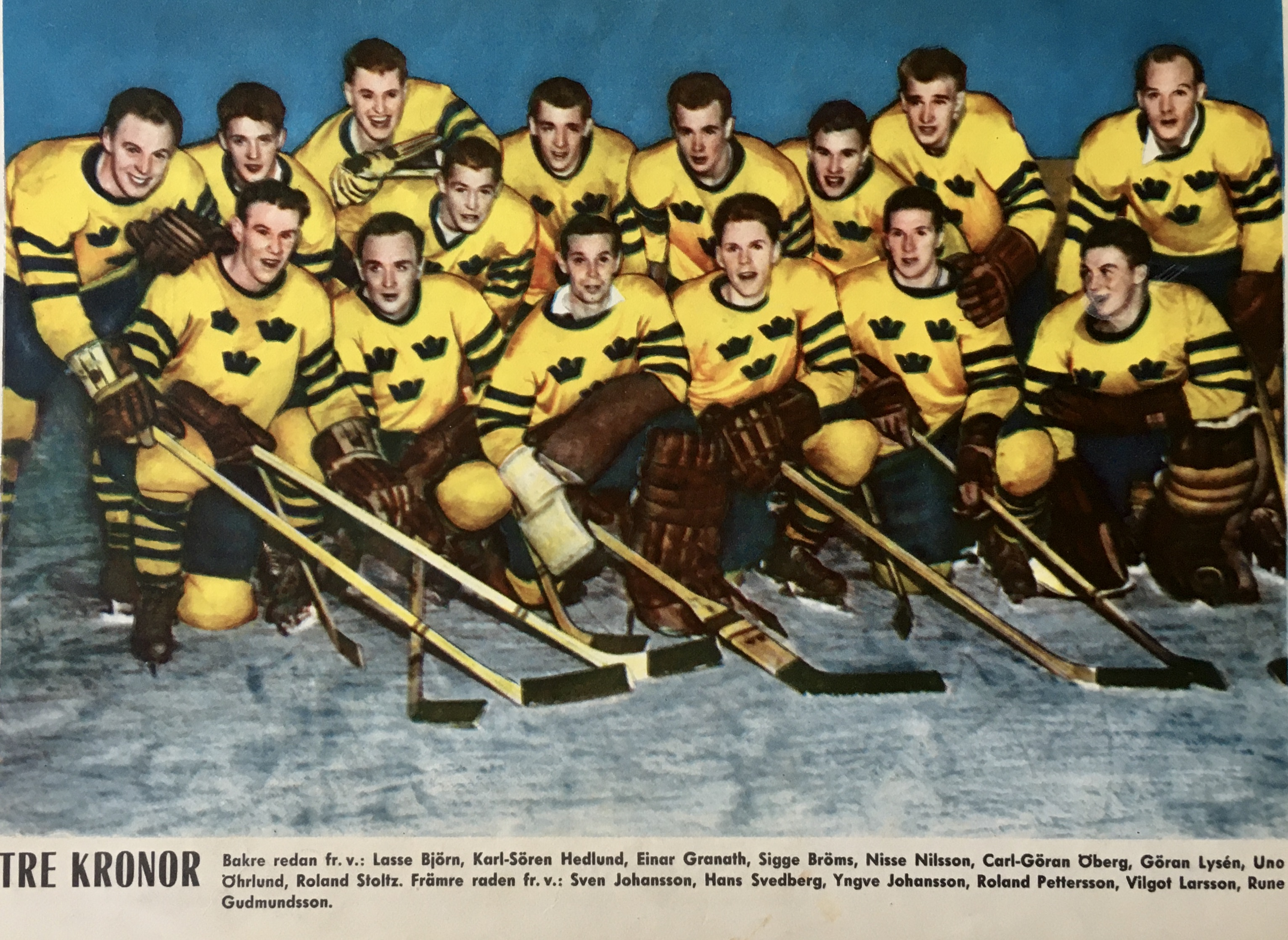
Tre Kronor i november 1958, från vänster, stående: Lasse Björn, Karl-Sören Hedlund, Einar Granath, Sigge Bröms, Nisse Nilsson, Carl-Göran "Lill-Stöveln" Öberg, Göran Lysén, Uno "Garvis" Öhrlund, Roland "Rolle" Stoltz; främre raden: Sven "Tumba" Johansson, Hasse Svedberg, Yngve Johansson, Roland "Sura-Pelle" Pettersson, Vilgot "Ville" Larsson och Rune Gudmundsson.

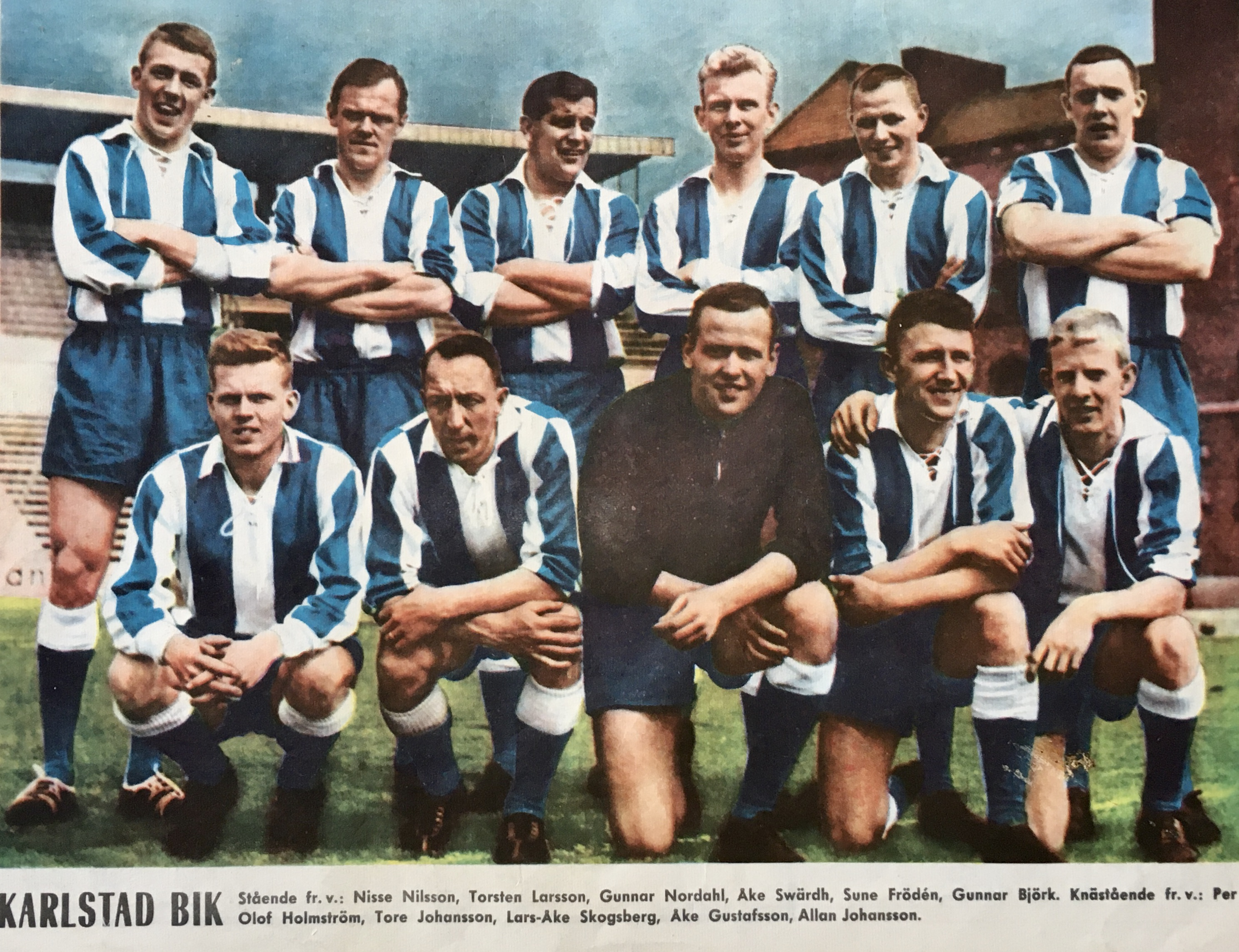
Karlstad BK 1960 med bland andra Nisse Nilsson och Gunnar Nordahl i laget.

Nils Erik ”Dubbel-Nisse” Nilsson, född 8 mars 1936 i Karlstad, död 24 juni 2017 i Forshaga distrikt, var en svensk ishockeyspelare. Han spelade bland annat i Forshaga IF och Leksands IF under sent 1950-tal och 1960-talet. Han var en framgångsrik målskytt som vann två VM-guld.

## Karriär inom ishockey
Nilsson inledde sin karriär som ishockeyspelare på Ängevirinken i Forshaga. Sedan flyttade han till Stockholm och spelade för IK Göta 1954–1957.
Nilsson vann sitt första VM-guld 1957 i Moskva. 
Efter sin tid i Stockholm återvände Nilsson till Forshaga, men började 1962 spela för Leksands IF. Han skulle spela för Leksand under återstoden av sin karriär. 
Under några år bodde Nilsson i Malung och med Nilsson som produktutvecklare gav sig Jofa in i hockeybranschen. Nilsson blev företagets första stora affischnamn när VM-hjälmen och Dubbel Nisse-klubban introducerades. Nilsson arbetade åt det Malung-baserade företaget 1959–1970.
Sitt andra VM-guld vann Nilsson 1962. Den 13 mars besegrade Sverige Kanada i Colorado Springs med 5-3. Det kanadensiska landslaget utgjordes egentligen av klubben Galt Terriers från Galt i Ontario och enligt det officiella protokollet vann det kanadensiska laget skottstatistiken med 108-38. Den svenske målvakten Lennart "Klimpen"Häggroth storspelade. Efter att Sverige haft ledningen med 4-0 (varav Nilsson gjort 3-0 målet) hade Kanada reducerat till 4-3 och när en dryg minut återstod av matchen kallade det kanadensiska laget in sin målvakt Seth Martin till båset för att i gengäld få flera utespelare. Nilsson gjorde då matchens avgörande mål, vilket kommenterades i ett av de mer kända referaten av Lennart Hyland. Så här beskrev Lennart Hyland målet:
| ” | Till Nisse Nilsson som slår på ett långskott som kan glida in i mål. Den kan glida in i mål. Den gör det. Den glider in i måål. Den glider in i m-å-å-å-l – och vi leder med fem mål mot tre och alla de svenska pojkarna är inne på banan och klappar om varandra. | „ |

Sverige vann sedan återstående matcher i turneringen.
Nils Nilsson spelade 205 landskamper och ingick i den legendariska så kallade ungdomskedjan tillsammans med Ronald ”Sura-Pelle” Pettersson och Lars-Eric Lundvall. 1966 tilldelades han utmärkelsen Guldpucken. År 1969 blev Leksands idrottsförening, som han spelade för, svensk mästare i ishockey. Han invaldes i IIHF:s Hall of Fame 2002, och har Stora Grabbars Märke nummer 49 inom ishockey.

## Karriär inom fotboll
Nils Nilsson spelade även allsvensk fotboll för Djurgårdens IF. Där spelade han vårsäsongen 1959 men det blev för få matcher för att få SM-guld. Efter flytten tillbaka till Värmland spelade han för Karlstad BIK.

## Efter idrottskarriären
Efter idrottskarriären blev Nilsson fritidsledare i Forshaga kommun, men efter fem år blev han resande choklad- och godisförsäljare, vilket han sysslade med i trettio år fram till sin pension.

## Memoarer
Nisse Nilsson utgav sina memoarer Mina tolv VM - och litet till 1967. Han är gravsatt på Forshaga kyrkogård.